# 1961 au Yukon
Chronologie du Yukon
- 1957
- 1958
- 1959
- 1960
- 1961
- 1962
- 1963
- 1964
- 1965

Cette page concerne des événements d'actualité qui se sont produits durant l'année 1961 dans le territoire canadien du Yukon.

## Politique
- Commissaire  : Frederick Howard Collins (en)
- Législature : 18e puis 19e

## Événements
- 11 septembre : Vingt-troisième élection générale yukonnaise (en).

## Naissances
- 24 février : Wayne Jim (en), député territoriale de McIntyre-Takhini (2000-2002) († 28 novembre 2018)

## Décès
- 12 mars : Robert MacArthur Crawford, compositeur (º 27 juillet 1899)